# Número de telefone
Um número de telefone, também chamado de número telefônico ou simplesmente telefone, é uma sequência de números decimais que identificam um ponto de terminação de rede. O número contém as informações necessárias para identificar o ponto final de uma chamada, seja telefônica ou outra. Os números de telefone são frequentemente atribuídos às linhas com diferentes dispositivos conectados a um celular, tais como fax e modems.

## Por país
- Números de telefone no Brasil
- Números de telefone em Portugal
- Plano de numeração telefônica da França